# Как да разкараш гаджето си за 10 дни
„Как да разкараш гаджето си за 10 дни“ (на английски: How to Lose a Guy in 10 Days) е романтична комедия от 2003 г. на режисьора Доналд Петри, базиран е на едноименния кратък комикс, написан от Мишел Александър и Джийни Лонг. Във филма участват Кейт Хъдсън, Матю Макконъхи, Адам Голдбърг, Майкъл Мишел и Шарлом Харлоу.